# Barauni IOC Township
Barauni IOC Township è una suddivisione dell'India, classificata come census town, di 13.825 abitanti, situata nel distretto di Begusarai, nello stato federato del Bihar. In base al numero di abitanti la città rientra nella classe IV (da 10.000 a 19.999 persone). L'acronimo IOC sta per Indian Oil Corporation, la società proprietaria della raffineria attorno alla quale è sorta la città.

## Geografia fisica
La città è situata a 25° 25' 09 N e 86° 05' 36 E.

## Società

### Evoluzione demografica
Al censimento del 2001 la popolazione di Barauni IOC Township assommava a 13.825 persone, delle quali 7.537 maschi e 6.288 femmine. I bambini di età inferiore o uguale ai sei anni assommavano a 1.835, dei quali 1.022 maschi e 813 femmine. Infine, coloro che erano in grado di saper almeno leggere e scrivere erano 10.622, dei quali 6.159 maschi e 4.463 femmine.